# Paars heideviltwier
Paars heideviltwier (Zygogonium ericetorum) is een algensoort uit het geslacht Zygogonium. Het wordt beschouwd als de typesoort van het voornoemde geslacht.

## Ecologie
Paars heideviltwier is een pioniersoort die vooral voorkomt op oligotrofe, zure, zeer goed belichte standplaatsen. Terrestrisch komt het veel voor op open plekken in vooral natte (maar soms ook droge) heidegebieden op zand- en veengrond. Aquatisch komt het veel voor in dystrofe vennen.